# Amazonas-Manati

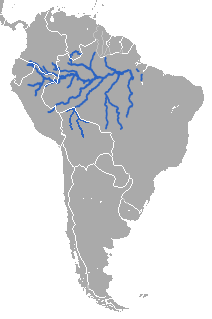
Verbreitungsgebiet des Amazonas-Manati

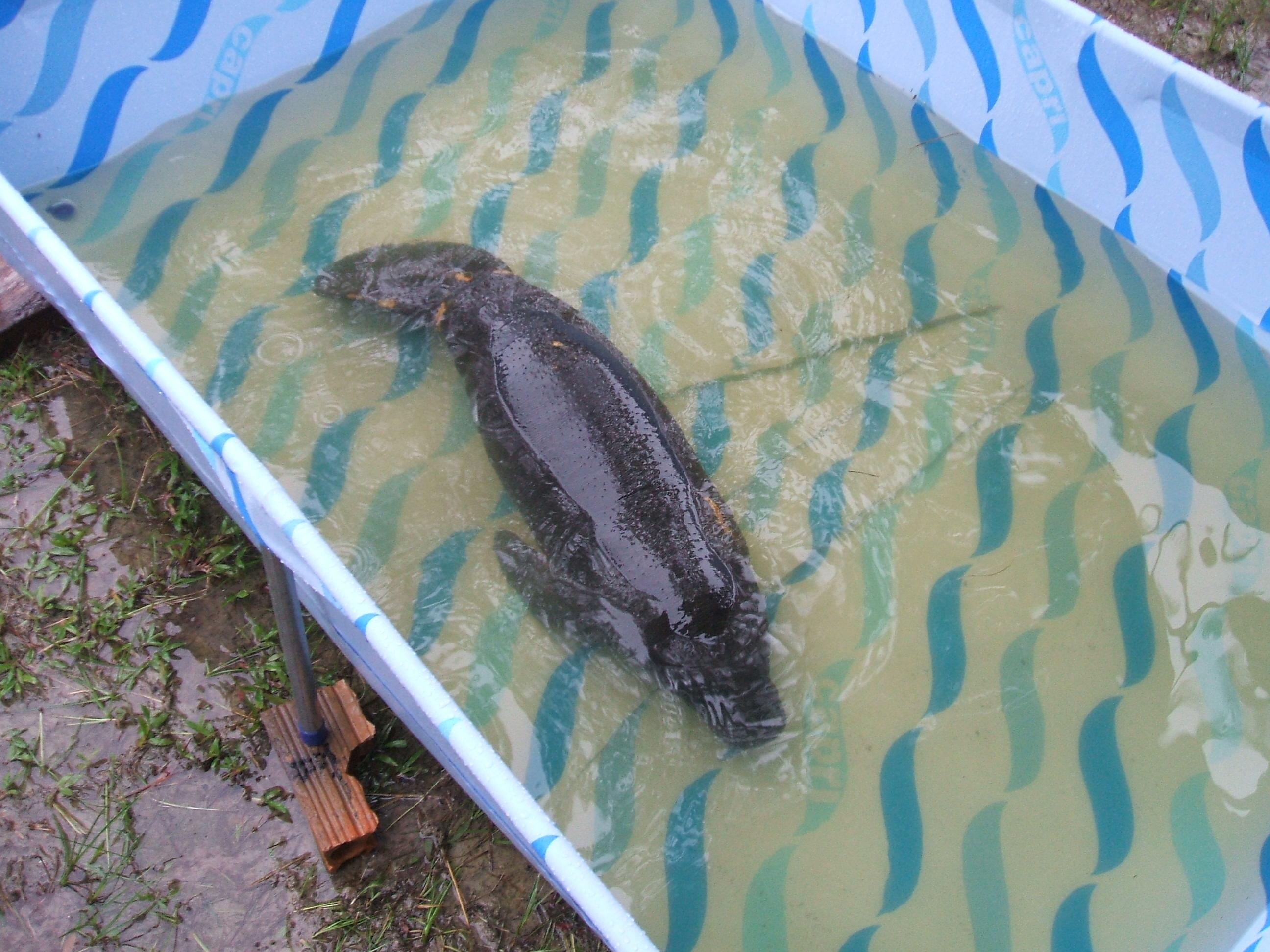
Jungtier in der IBAMA-Station in Breves

Der Amazonas- oder Fluss-Manati (Trichechus inunguis) ist eine Seekuhart aus der Familie der Rundschwanzseekühe (Trichechidae). Er ist die kleinste der drei Arten dieser Familie (s. Karibik-Manati, Afrikanischer Manati) und die einzige, die ausschließlich im Süßwasser lebt.

## Beschreibung
Amazonas-Manatis unterscheiden sich von den anderen Rundschwanzseekühen durch den zierlicheren, schlankeren Körperbau sowie durch eine auffällige weiße oder rosafarbene Zeichnung an Brust und Bauch. So werden erwachsene  Tiere nicht länger als 2,8 Meter und erreichen höchstens 480 Kilogramm Gewicht. In ihrem Körperbau gleichen sie den anderen Seekühen: der Rumpf ist rund und stämmig, die Fluke (Schwanzflosse) ist rund und die hinteren Gliedmaßen fehlen. Die Vordergliedmaßen sind zu Flossen umgebildet; diese sind aber länger als bei den beiden anderen Manati-Arten und die Nägel fehlen. Der Schädel ist im Vergleich zu den anderen Arten eng und langgestreckt. Wie bei allen Seekühen sind die Augen klein, ebenso die Ohröffnungen und eine äußere Ohrmuschel ist nicht vorhanden. Die dicke Haut ist grau gefärbt und mit farblosen, borstenartigen Haaren versehen.

## Verbreitung und Lebensraum
Amazonas-Manatis sind in weiten Teilen des Amazonasbeckens im nördlichen Südamerika beheimatet. Sie finden sich sowohl in einigen Amazonaszuflüssen in Ecuador, Peru, Bolivien, Venezuela und Kolumbien als auch im Amazonas selbst und etlichen seiner Nebenflüsse, darunter dem Purús, dem Rio Negro, dem Madeira, dem Xingú und dem Tocantins. Berichte über Amazonas-Manatis gibt es auch vom Essequibo in Guyana, hingegen dürften die Sichtungen im Orinoco nicht zutreffend sein.
Als Habitat bevorzugen sie Schwarzwässer, Altwässer oder Lagunen; sie halten sich dabei in Gewässern mit 22 bis 30 °C auf.

## Lebensweise
Amazonas-Manatis leben oft in kleinen Familiengruppen von vier bis acht Tieren. Sie sind sowohl tag- als auch nachtaktiv und verbringen wie alle Seekühe ihr gesamtes Leben im Wasser. Üblicherweise tauchen sie mehrmals pro Minute auf, um zu atmen, können aber bis zu 14 Minuten unter Wasser bleiben. Sie unternehmen Wanderungen, die mit dem jahreszeitlichen Nahrungsangebot in Zusammenhang stehen. In der Trockenzeit begeben sie sich in tiefere Seen und Flüsse, dabei kann es zu
regelrechten Massenansammlungen kommen; so finden sich alljährlich im westbrasilianischen Lago Amana etwa 1000 Manatis ein, um dort die Trockenzeit zu verbringen.

## Nahrung
Die Nahrung dieser Tiere besteht aus Wasserpflanzen wie Vallisnerien, Hornblatt, Wassersalat, Pfeilkraut und anderen. Vor allem in der Regenzeit fressen sie täglich große Mengen an Pflanzen und legen dabei Vorräte an; damit können sie in der Trockenzeit längere Zeit ohne Nahrung auskommen.

## Fortpflanzung
Vor allem zwischen Februar und Mai, wenn die Wasserstände im Amazonasbecken steigen, werfen die Kühe nach rund einjähriger Tragzeit ein einzelnes Jungtier. Neugeborene wiegen 10 bis 15 Kilogramm. Die Kälber bleiben bis zu zwei Jahre bei der Mutter. Die Lebensdauer ist nicht genau bekannt; in Gefangenschaft lebten diese Seekühe nicht länger als zwölf Jahre, die potenzielle Lebenserwartung dürfte aber viel höher sein.

## Bedrohung
Die Jagd auf Amazonas-Manatis ist seit der Antike Teil der lokalen Kultur und Tradition. Seit Mitte des 16. Jahrhunderts wurde auf sie wegen ihres Leders und Fleisches kommerzielle Jagd für das Exportgeschäft gemacht. Es wird geschätzt, dass zwischen 1780 und 1925 jedes Jahr zwischen 1000 und 2000 Manatis in Amazonien getötet wurden. Danach erhöhte sich die Nachfrage nach der Haut, die zu Leder verarbeitet wurde, und die Tötungszahlen stiegen auf 10.000 pro Jahr an. In der Mitte der 1950er Jahre sanken diese Zahlen auf Grund des Aufkommens synthetischer Materialien merklich ab. Seit 1973 ist der Fluss-Manati in Brasilien voll geschützt. Die IUCN stuft ihn als gefährdet ein. Weiterhin ist er durch die Zerstörung der Regenwälder, Wilderei, Ersticken in Fischernetzen und illegale Quecksilbereinleitungen in die Flüsse bedroht.